# Veste

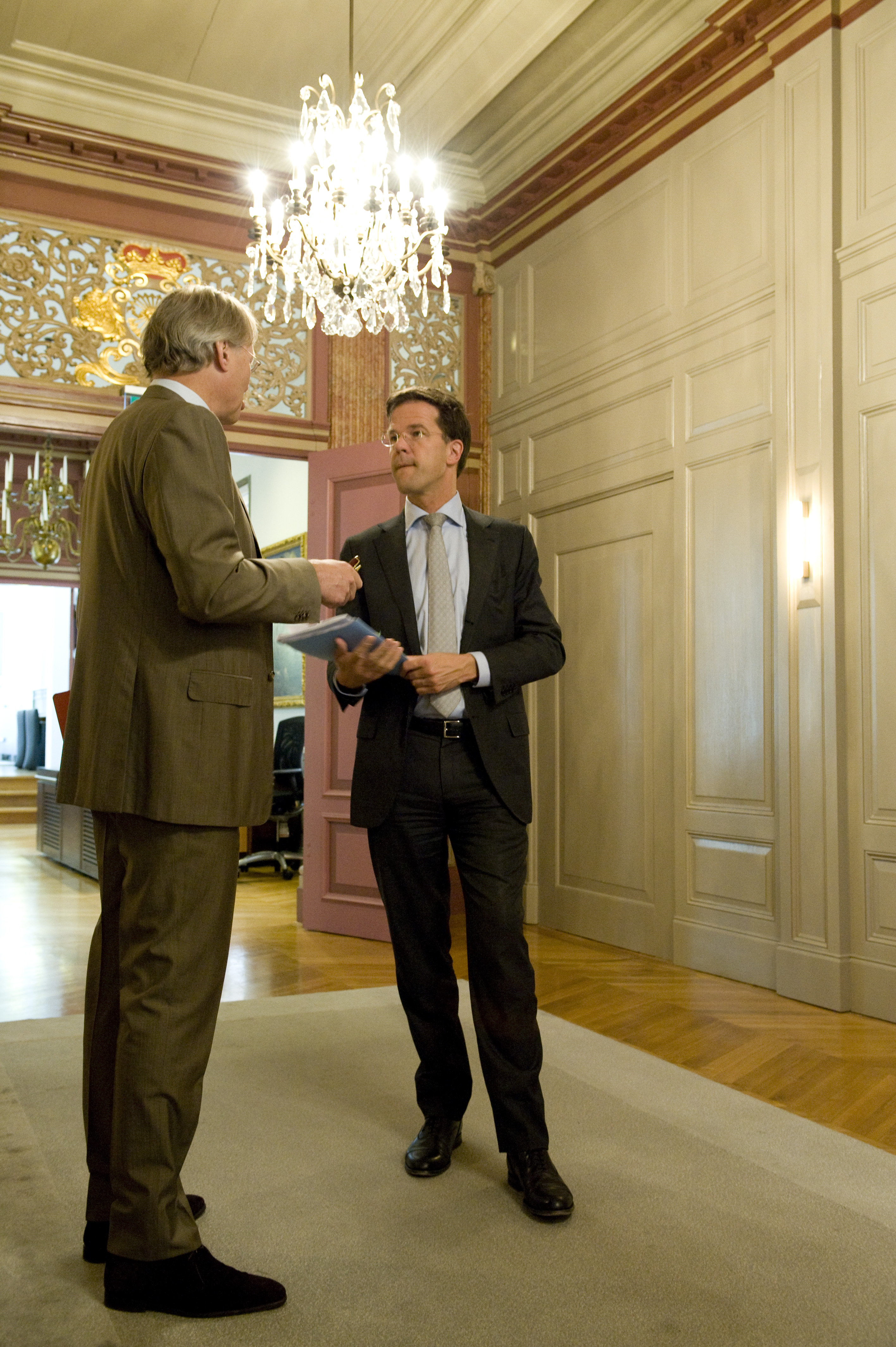
Dans les sociétés occidentales, les hommes portent des vestes quand ils ont une image associée à leur fonction. Ici, Mark Rutte, Premier ministre des Pays-Bas.

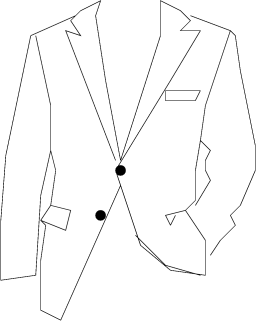
Exemple de coupe de veste.

Une veste (emprunt à l'italien veste, « habit », du latin classique vestis, « costume ») désigne aujourd'hui un vêtement de dessus court qui protège la partie supérieure du corps et qui s'arrête à la taille ou couvre les hanches, généralement à manches longues (ce qui le distingue du gilet), boutonné ou zippé sur le devant. La veste droite ou croisée se porte au-dessus des autres vêtements, même si elle peut, à la mauvaise saison, se porter sous un manteau dont elle se distingue par sa plus grande légèreté et son ajustement plus prononcé. La veste peut être d'intérieur, d'extérieur ou de sport.
La veste peut faire partie d'un ensemble vestimentaire : pour les femmes, la jaquette forme avec une jupe un tailleur ; pour les hommes, le veston (veste plus ajustée, avec ou sans basques) forme avec un pantalon le costume et parfois avec un gilet le complet.
Ce vêtement peut avoir diverses formes, longueurs, et porter différents noms selon les régions et les époques.

## Historique
Jusqu'au XVIIIe siècle le vêtement garde un caractère d'apparat, ce n'est qu'après que la notion de confort prend le pas, ce qui simplifiera les tenues en élargissant les carrures pour augmenter la liberté
des mouvements. Le veston, autrefois peu pratique et peu élégant, est devenu indispensable durant l’après-première guerre. Il fut revu par Coco Chanel et Yves Saint Laurent.
La veste commence à être patronnée au milieu du XIXe siècle. Les traits du corps étant appuyés (les épaules fuyantes, la taille pincée et les hanches larges), la silhouette produite est dite « en bouteille de Saint-Galmier », rendant par exemple la position assise peu confortable. La fente à l'arrière de la veste de ville est introduite pendant la Première Guerre mondiale (les fracs, les habits longs, les habits militaires et équestres en avaient déjà une auparavant) pour être plus à l'aise. Dans les années 1940, les tailleurs anglais commencent à couper les vestes avec une fente de chaque côté, pour mettre plus aisément ses mains dans les poches. De nos jours, mis à part le smoking, les vestes ont généralement deux fentes, parfois une seule sur certains costumes et sur les vestes d'équitation.
Au cours de l'histoire la veste désigne différents vêtements en fonction des castes et des modes.

## Veste de costume
La veste comporte souvent une poche sur le torse dite « poche de poitrine » dans laquelle se glisse une « pochette » colorée assortie à la cravate ou à l'ensemble. Un mouchoir ou un petit foulard peuvent faire office de pochette. La veste est un vêtement classique, coupé avec soin dans des tissus de qualité, permettant une bonne tenue. C'est un vêtement unisexe même si les coupes sont clairement typées pour un sexe ou l'autre (plus courte et nettement cintrée pour les femmes). Une veste est « structurée » si elle est près du corps et « déstructurée » quand elle s'en éloigne.

## Styles

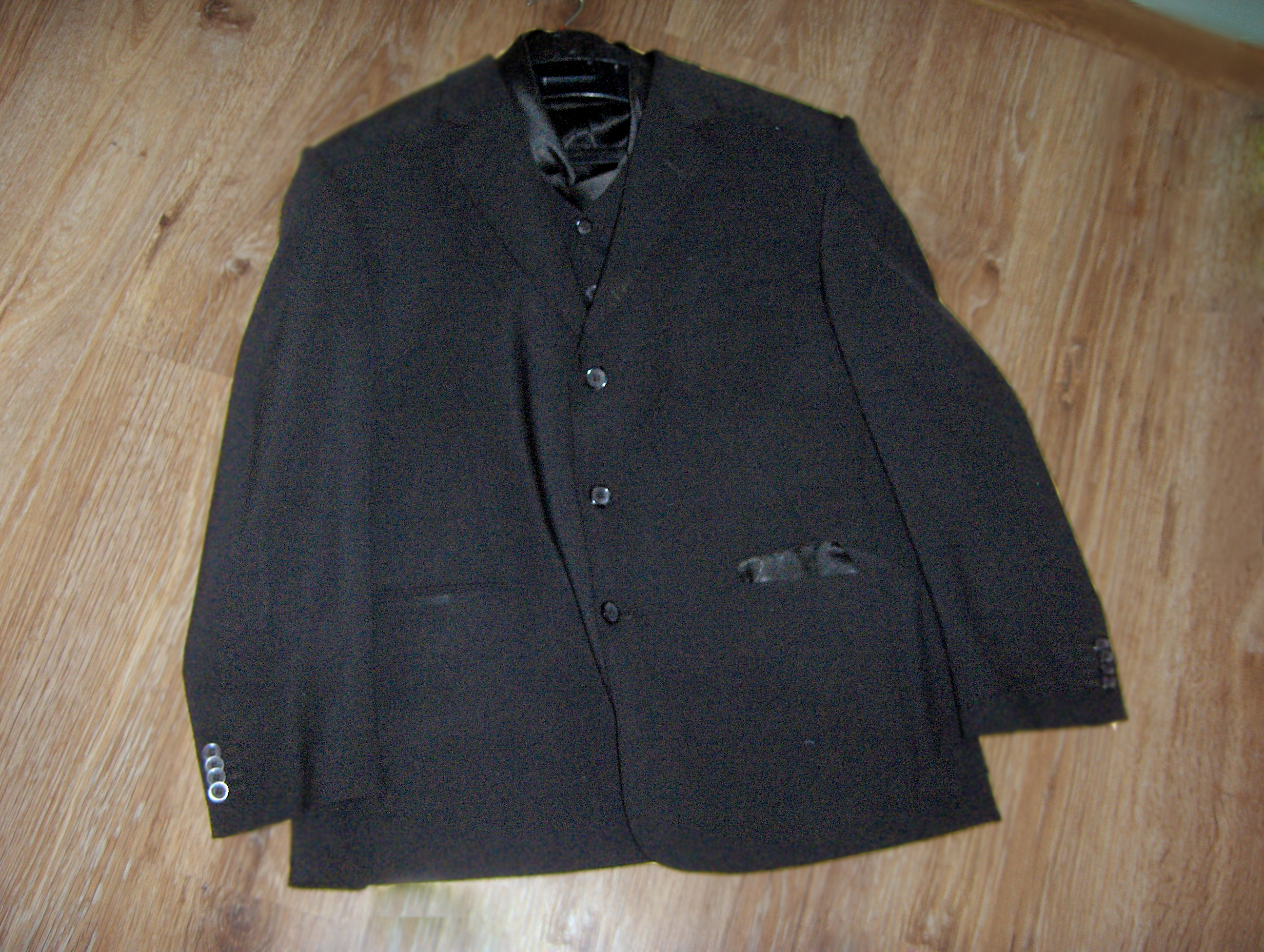
.

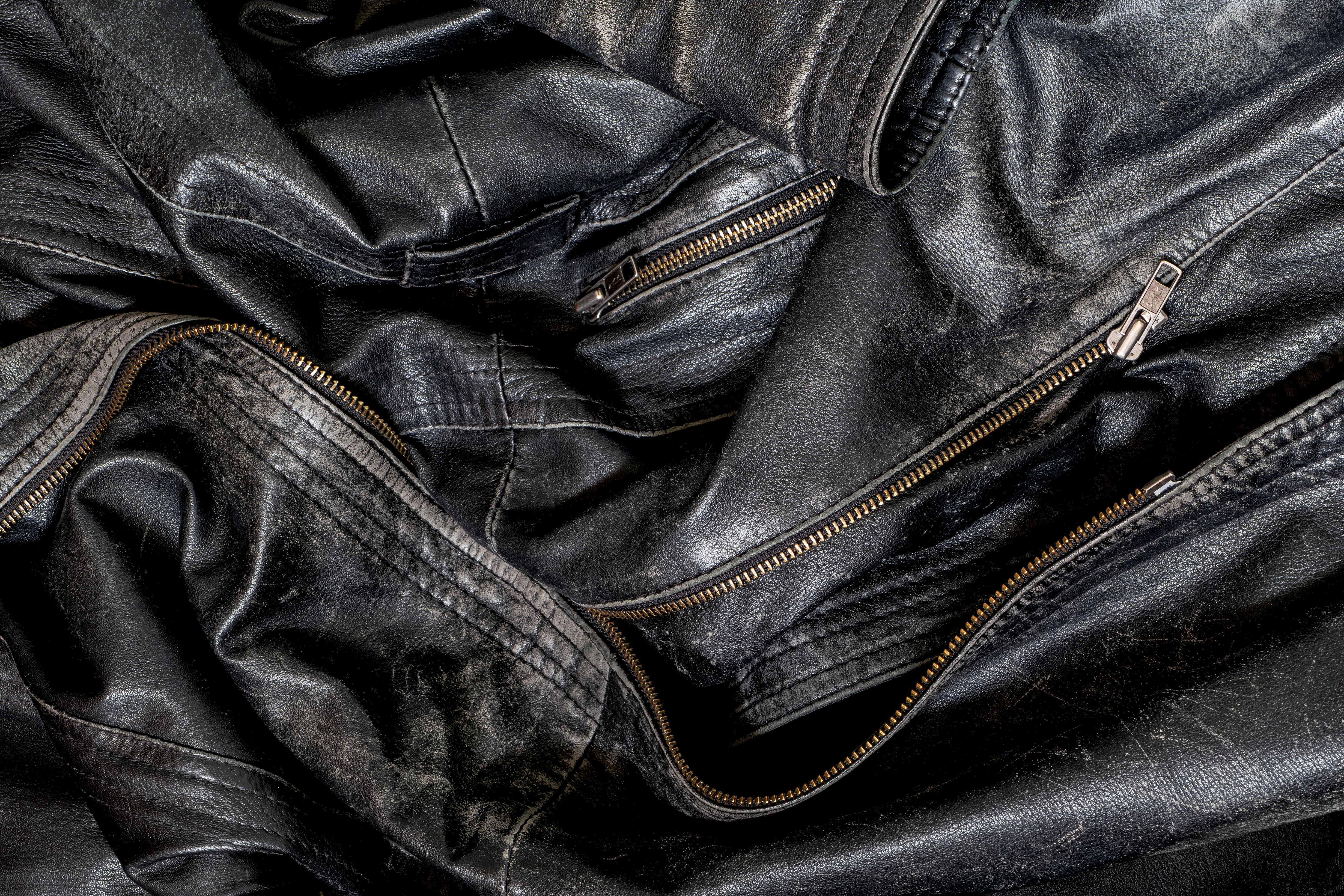
Vestes usagées.

- Blazer, veste de sport remarquable par sa couleur flamboyante additionnée de blason ou de boutons dorés. Veste croisée à double boutonnage, ou droite en fonction de son origine : soit des clubs d'aviron soit du monde des régates.
- Blouson,
- Boléro, petite veste, à l'origine sans manches, portée sur une robe ou un corsage et s'arrêtant à la taille.
- Canadienne, veste en cuir ou en toile avec une doublure intérieure en peau de mouton et ornée d'un col de fourrure en mouton doré, portée dans les années 1950.
- Caraco, veste féminine du XVIIIe siècle ;
- Cardigan, veste finement tricotée, à manches généralement longues, sans col, se boutonnant sur le devant. (à la mode en 1945 et 1970).
- Carmagnole, veste courte à gros boutons portée par les sans-culottes ;
- Casaquin, anciennement petite casaque d'homme. Corsage ajusté porté sur la jupe par les femmes du peuple ou de la campagne.
- Dolman, veste d'abord caractérisée par des manches pendantes et retenue sur les épaules par un cordon seulement, puis ajustée à la taille et pourvue de brandebourgs, que portaient les hussards et les chasseurs à cheval.
- Doudoune
- Frac, 1839 : vêtement masculin, habit de ville ou d'uniforme, consistant en une veste courte à collet, s'arrêtant à la taille et pourvue à l'arrière de longues basques étroites. 1900 : habit noir de cérémonie ou de soirée, à basques en queue de morue
- Habit, Vêtement masculin de dessus, couvrant le haut du corps, à longue(s) basque(s) échancrée(s) par devant. Généralement de cérémonie ou de réception. (Actuellement veste de smoking et queue de pie).
- Hacking jacket, veste de sport ;
- Harrington ;
- Jaquette, vêtement résultant de l’évolution du pourpoint.
- Juste, veste ajusté au corps (justaucorps), redingote ajustée pourvue de longues basques plus ou moins évasées.
- Paletot, vêtement d'homme, moins souvent de femme ou d'enfant, boutonné par devant, à poches plaquées, généralement assez court, que l'on porte sur les autres vêtements.
- Pierrot, veste des gardes suisses.
- Parka, veste en tissu épais, elle peut alors être pourvue d'une capuche et d'une fermeture à glissière ;
- Saharienne, vêtement entre la veste et la chemise commandé par Sir Willis à son tailleur et popularisé dans les années 1960 par Yves Saint Laurent ;
- Queue-de-pie, veste à longues basques au dos taillées en V : \|/ ;
- Queue-de-morue, veste à longues basques taillées en U, partant verticalement de l'arrière de la taille ;
- Redingote, vêtement d'homme à longues basques, plus ou moins ajusté à la taille. Redingote croisée, droite, habillée, sobre, stricte; redingote garnie de revers; se mettre en redingote; la redingote grise de l'Empereur (Napoléon).
- Saharienne, vareuse adaptée au pays d’extrême chaleur et mise à la mode par YSL. Elle se caractérise par quatre poches plaquées à soufflet surmontées d'un rabat. Deux poches poitrine et deux poches sur le bassin.
- Spencer, veste très courte d'homme, sans basque, remplaçant l'habit, généralement en drap ou en velours, ne descendant qu'à mi-dos, à longues manches très ajustées, à col droit et haut, souvent garnie de tresses en olives et ayant sur la poitrine deux petites poches horizontales. Pour les militaires dolman très ajusté porté par les officiers de cavalerie.
- Vareuse, petit pardessus, assez ample. Veste courte et ajustée de certains uniformes. Vareuse de chasseur alpin, de pompier; vareuse grise, kaki.
- Veste autrichienne : veste issu du folklore tyrolien. Veste droite non cintrée en laine bouillie ou foulée, elle peut présenter les accessoire suivant : ganse, bouton en corne ou métal, col montant et des broderies de végétaux.
- Veste chinoise, le tangzhuang, veste droite à manche longue fermée sur le milieu devant par une série de boutonnières de cordons passementés. Cette veste s'est démocratisée dans les années 1980 avec Michel Klein et Jack Lang[3].
- Veste de chasse, veste fonctionnelle garnie de nombreuses poches utilitaires et protections.
- Veste de quart, veste technique de sport, utilisée en mer, montagne...
- Veste Mao, il s'agit à l'origine d'un bon vieux paletot de paysan[4] de couleur bleu indigo. Elle est nommée ainsi en référence à Mao Zedong.
- Veste matelassée : portée originellement pour la chasse, elle est inventée dans les années 1960 par le colonel américain d'origine hongroise Stephen Guylas pour la pratique du tir. Il prend ensuite sa retraite dans le Suffolk (Royaume-Uni) et la veste se développe dans les pays anglo-saxons, où elle est appelée « husky jacket ». Barbour est l'une des premières marques à en produire, sous le nom de « liddesdale jacket ». En partie imperméable, avec un col en velours pouvant se relever et servir de coup de vent et une ouate matelassée protégeant du froid en mi-saison, elle est légère et fonctionnelle. Depuis les années 2010, elle sort de son côté fonctionnel pour être vendu par de nombreuses marques et se porte désormais en ville[5].
- Veste treillis, veste issu des textiles militaires, elle est ornementée ou personnalisée en fonction des courants de mode.
- Veste Norfolk,veste de chasse extrêmement sophistiquée[6].
- Veste officier
- Veste pyjama, le pyjama est composé d'un haut (veste ou chemise) et d'un bas (pantalon ou caleçon).
- Veste sport, différent coupe vent ou imperméable protégeant durant le sport et veste en léger duvet, molleton ou tissu gratter évitant le choc thermique.
- Veste kimono , veste de ville inspirée des kimono, col châle et manche en T, ayant pour seul système de fermeture une ceinture.
- Veste Mackinaw, veste à carreaux en laine vierge d'origine américaine et composée de 4 poches utilitaires boutonnées, 1 poche pour stylos sur la poche utilitaire gauche en poitrine, 2 poches chauffe mains derrière les poches utilitaires basses, 1 poche intérieure, 1 grande poche pour carte dans le dos avec double accès.
- Veste jean, veste en Denim, vêtement complétant l'offre commerciale des jeans, aussi devenu vêtement commun et un classique des modes.
- Veste western, veste issu de la garde robe des cow-boys, veste en peau ornée de frange ou brodé de détails d'inspiration western.
- Veste de jogging veste assortie au pantalon qualifié du même adjectif sportif.
- Veste d’intérieur, la robe de chambre, vêtement usuellement d’intérieur pour garder la chaleur du corps en des temps moins confortable.
- Veste Teba : classique du vestiaire masculin ibérique, elle est conçue dans les années 1930-1940. Le roi Alphonse XIII aurait commandé le premier modèle à Savile Row. Il s'agit à l'origine d'une veste de chasse, confortable, légère et fonctionnelle. Elle a une construction déstructurée, avec des emmanchures larges laissant une liberté de mouvement, une poche poitrine et pas de fentes à l'arrière qui donnent une formalité à l'anglaise à l'ensemble. Les larges poches plaquées à rabats, les revers sans cran et les poignets de type chemise lui donnent cependant également un aspect décontracté[7].

## Expressions avec veste
- Prendre une veste : subir un échec
- Retourner sa veste : changer de camp